# Ђилдоне
Ђилдоне (итал. Gildone) је насеље у Италији у округу Кампобасо, региону Молизе.
Према процени из 2011. у насељу је живело 400 становника. Насеље се налази на надморској висини од 622 м.

## Становништво
| 1936. | 1951. | 1961. | 1971. | 1981. | 1991. | 2001. | 2011. |
| ----- | ----- | ----- | ----- | ----- | ----- | ----- | ----- |
| 2.605 | 2.786 | 2.016 | 1.357 | 1.047 | 962   | 859   | 850   |